# Olympische Winterspiele 1992/Teilnehmer (Zypern)
| Gelbes Symbol für Goldmedaillen mit stilisierten Olympischen Ringen | Graues Symbol für Silbermedaillen mit stilisierten Olympischen Ringen | Braundes Symbol für Bronzemedaillen mit stilisierten Olympischen Ringen |
| ------------------------------------------------------------------- | --------------------------------------------------------------------- | ----------------------------------------------------------------------- |
| —                                                                   | —                                                                     | —                                                                       |

Die Republik Zypern nahm an den Olympischen Winterspielen 1992 im französischen Albertville mit vier Athleten teil.

## Flaggenträger
Der alpine Skirennläufer Sokratis Aristodimou trug die Flagge Zyperns während der Eröffnungsfeier im Parc Olympique.

## Teilnehmer nach Sportarten

### Ski alpin
| Frauen - Karolina Fotiadou Riesenslalom: 39. Platz: 2:57,14 min Slalom: 35. Platz: 2:04,19 min |

| Männer - Sokratis Aristodimou Super-G: 80. Platz: 1:30,13 min Riesenslalom: 76. Platz: 2:48,16 min Slalom: 47. Platz: 2:23,89 min - Alechis Fotiadis Super-G: 81. Platz: 1:30,31 min Riesenslalom: 61. Platz: 2:39,99 min Slalom: 44. Platz: 2:14,76 min - Andreas Vasili Super-G: 84. Platz: 1:32,78 min Riesenslalom: 69. Platz: 2:46,26 min Slalom: 55. Platz: 2:46,67 min |